# Sewastopol (stacja kolejowa)
Sewastopol – stacja kolejowa w Sewastopolu, w  Autonomicznej Republice Krymu. Znajdują się tu 3 perony.